# Нищета, Рахиль Яковлевна
Рахиль Яковлевна Нищета (Гринберг) (28 сентября 1910 года — 18 июля 1992 года) — советский общественный и культурный деятель.

## Биография
Родилась в селе Лозоватка Екатеринославской губернии Российской империи (сейчас Новомосковский район Днепропетровской области,Украина). До 1905 года семья Гринберг проживала в старинном казачьем городе Чигирине, после еврейского погрома переехала в село Лозоватка.
Р. Я. Нищета начала свою трудовую деятельность в июле 1925 года, в селе Владимировка (в настоящее время Благодатовский район Донецкой области). Она устроилась на должность рассыльной шамотного завода. На этом предприятии она проработала год, после чего продолжила обучение в семилетней школе села Павловка (сейчас Павловский район Донецкой области). По окончании школы работала в этом же селе председателем районного бюро РК ЛКСМУ (районный комитет ленинского коммунистического союза молодёжи Украины), затем секретарём камеры следователя, потом инструктором райисполкома.
В апреле 1930 года перешла на работу в детский санаторий № 1 в городе Сталино (сейчас город Донецк) на должность пионервожатой. Вскоре её за активную общественную деятельность и явные педагогические способности в 1931горду сталинский окружком ЛКСМУ рекомендует на обучение в Украинский педагогически институт города Киева на специальность преподаватель истории. По окончании института была направлена в село Ольгополь, Ольгопольского района Винницкой области работать учителем истории в средней школе № 1.
В сентябре 1937 года Р. Я. Нищета возвращается в Донбасс. Она поселяется в городе Амвросиевка, в котором работает учителем истории средней школы № 1. В марте 1939 г. она переезжает и начинает работать в средней школе № 1 города Харцызска. В этой школе Р. Я. Нищета решила организовать исторический кружок. Отсутствие помещения для деятельности кружка её не останавливает. Для этих целей приспосабливается туалет. Вскоре в этой комнате- появляется множество карт, плакатов, книг, которые используются в учебном процессе. Организовав работу кружка, Р. Я. Нищета приступает к созданию кружка танцев. Для эти целей находит и привозит в Харцызск хореографа.
Активная творческая деятельность Р. Я. Нищеты прерывается началом Великой Отечественной войны. В октябре 1941 года с приближением войск вермахта эвакуируется в сел Ольховка Ольховского района Сталинградской области (в настоящее время Волгоградская). В эвакуации работает инструктором райисполкома, затем — заведующей одного из отделов. Здесь подаёт заявление о вступление в ряды ВКП(б), через два года становится членом коммунистической партии.
В декабре 1943 года Р. Я. Нищета возвращается в Харцызск и до сентября 1952 год работает на должности заведующей районного отдела народного образования (районе Харцызского райисполкома (районный исполнительный комитет). Под её руководством учителями и учениками и жителями Харцызска было собрано 300 тысяч рублей для постройки эскадрильи самолётов под названием «Освобождённой Донбасс». За это от верховного главнокоман-дующего И. В. Сталина получает благодарственную телеграмму.
В военные и послевоенные годы в течение пяти лет Р. Я. Нищета по решению Харцызского райкома КП (б) Украины была уполномоченной по севу и уборке урожая в колхозе имени Свердлова. За это время она собрала с колхозников государственных займов на сумму 500 тысяч рублей. Все разрушенные школы восстанавливаются и переходят на односменный режим роботы. При её непосредственном участии возводится помпезное здание Дворца пионеров (сейчас Центр детского и юношеского творчества).
Учебный процесс 1946—1947 годов осложняется тем, что состоявшаяся засуха приводит к голоду. Дети в школах недоедают горячие обеды отсутствуют, завтрак скудный состоял из куска хлеба и ложки сахара. На съезде учителей в Киеве был поставлен вопрос о введении горячих обедов и поиску необходимых для этого ресурсов. Во время своего выступления Р. Я. Нищета обратила внимания, что министр просвещения выпил пять стаканов чая (которого не было в тот момент в школьных столовых). Сконфуженный министр заявил, что изучит данный вопрос и в скором времени в школах вводят горячие обеды.
На рубеже 40-50-х годов XX веков в Харцызске создаётся парк культуры и отдыха им. А. П. Чехова. Р. Я. Нищета тоже принимает участие в этом. Однажды к ней, как заведующей РАЙОНО позвонил председатель Харцызского райисполкома Даниил Иванович Адамец, Он хотел привезти из Мариуполя саженцы деревьев для парка, но из-за долгого пути их необходимо высаживать немедленно. Несмотря на то, что в школах шла интенсивная подготовка к выпускным и переводным экзаменам заведующая отделом народного образования организовала бригады школьников для земельных работ в строящемся парке. К приезду председателя райисполкома с саженцами они выкопали 1500 ям.
В сентябре 1952 года Р. Я. Нищета назначается директором средней школы рабочей молодёжи. В школе в свободное от рабочего процесса обучались лица не имеющие полного среднего образования. Это школа в те годы располагалась на трубной стороне Харцызска, также называлась вечерней. Подобное расположение школы не устроило Р. Я. Нищету, которая считала, что подобное учебное заведение должно находится в центре города. Подходящего здания не было, поэтому его необходимо было строить. В местном бюджете средств, для строительства здания не было. Руководство области не смогло изыскать необходимых финансовых ресурсов. Тогда Р. Я. Нищета отправляется в Киев в министерство просвещения, которое выделило необходимые средства на строительство школы. В новом здании при содействии Р. Я. Нищеты разместилась не только школа, но и вечерний техникум, филиал Донецкого политехнического института, филиал Таганрогского педагогического института. Активная деятельность директора школы раздражала многих завистников и неудачников. На неё писали доносы. В одном из них стукач сообщал, что Р. Я. Нищета воздвигла во дворе школы себе памятник. Специальная комиссия в ходе расследования выявила, что памятник установлен Н. К. Крупской.
1 января 1968 года Р. Я. Нищету назначают директором парка культуры и отдыха им, А. П. Чехова. Она продолжила укрепление и развитие материально-технической базы парка. За помощью и поддержкой она обращается к руководителям города и предприятий и как правило находит взаимопонимание. Многие ученики Р. Я. Нищеты занимали руководящие должности и не могли отказать своему педагогу.
Один за другим в 70-80-х годах XX века в парке появляются новые объекты для отдыха и досуга местных жителей. При активном содействии председателя горисполкома В. П. Кащеева и его заместителей Г. Г. Маловского и Н. И. Гапоненко построен бильярдный зал, а первый секретарь Харцызского горкома КП Украины С. П. Ткачук принимал участие в создании танцевально-эстрадного комплекса рассчитанного на 1000 посетителей для работы в весенне-летний период со всеми вспомогательными помещениями.
Администрация ХТЗ в лице Б. В. Кондратьева построила двухэтажное здание музея флоры и фауны. Строительное управление «Макстрой» воздвигает зал игровых автоматов. Предприятие «Укрметаллургремонт» установило ряд физкультурных сооружений получивших «название тропа здоровья». Для организации музыкальных репетиций, занятий и организации танцев в зимний период при участии ШСУ-8 объединения «Октябрьуголь» построен специальный зал. Все предприятия города принимают участие в строительстве стадиона и созданию зоопарка. Из заповедника Аксания-Нова привозятся олени, лисы, фазаны, утки, гуси, степной орёл. Кроме них содержались шотландские пони, куланы, лани, медведи, обезьяны, шакалы, страусы, павлины, морские свиньи, венесуэльские попугаи и многое другое. Действовал аквариум, три теннисных корта, планетарий, оранжерея в которой выращивались на продажу цветы. Для детей функционировало более трёх десятков разнообразных аттракционов.
В 1980 году было решено 31 июля в Харцызске отпраздновать День Советского военно-морского флота. Возникли большие сомнения в возможности проведения этого праздника в городе расположенном в степи. Р. Я. Нищета предложила все мероприятия провести в парке, на пруду. Праздник прошел на высоком уровне.
Парк культуры и отдыха им. А. П. Чехова несколько раз представлял себя в Москве на выставке достижений народного хозяйства СССР на которой организационным комитетом, отмечался дипломами. На этой выставке Р. Я. Нищета завоевала бронзовую (1974 год), серебряную (1986 год), золотую (1980 год) медали. В 1985 году харцызский парк получает статус опорного для парков Донецкой области. Учитывая заслуги в области культуры, министерство культуры предложило Р. Я. Нищете должность директора «Артека» — это всемирно известный международный детский лагерь. Однако выезжать из Харцызска и оставлять парк Р. Я. Нищета отказалась. Она также неоднократно избиралась депутатом Харцызского городского совета депутатов трудящихся.
В последние годы жизни Р. Я. Нищета решила построить бассейн и конно-спортивную школу. Она привезла проект бассейна, началось его строительство, но оно затянулось из-за аварии на Чернобыльской АЭС и землетрясении в Армении. Для ликвидации этих катастроф отправлялась рабочая сила и стройматериалы, предназначенные для строительства бассейна.
До открытия бассейна Р. Я. Нищета не дожила, умерла 18 июля 1992 года.
За свою трудовую деятельность государственные награды — медали: «За трудовую доблесть», «За доблестный труд в Великой Отечественной войне 1941—1945 годах», «За доблестный труд в ознаменование столетия со дня рождения В. И. Ленина», «30 лет Победы в Великой Отечественной — войне», «40 лет Победы в Великой Отечественной войне», а также многочисленные почётные грамоты и значок «Отличник образования УССР».
В 2004 году на входной арке парка была установлена мемориальная доска в честь Р. Я. Нищеты.

## В художественной литературе
Упоминается в книгах Михаила Юрьевича Белозёрова:
- Дорога мертвецов // Луганск, ШИКО: 2010 г. — ISBN 978-699-492-138-8
- Золотой шар // Изд: Крылов; Санкт-Петербург; 2011 г. — ISBN 978-5-4226-0194-3